# Vicente María Strambi
San Vicente María Strambi fue un sacerdote y religioso, uno de los primeros miembros de la Congregación de los Pasionistas en ocupar una sede obispal.
Su nombre era Vicente Dominic Salvatore Strambi. Nació en Civitavecchia, Italia, el 1 de enero de 1745; y murió en Roma, el 1 de enero de 1824. Fue canonizado por el papa Pío XII en 1950.

## Biografía
Hijo de José y de Eleonora Strambi, Vicente fue el menor de cuatro hermanos. Sus tres hermanos fallecieron durante su niñez. Su padre era farmacéutico y su madre destacaba por su fe y piedad. Vicente fue un niño muy travieso, como casi todos los niños, y en su adolescencia fue templando su carácter. Educado en la Orden Franciscana fue aprendiendo a vivir los diversos puntos del catecismo. A pesar de la inicial resistencia de sus padres, Vicente entró en el seminario, comenzando los estudios en noviembre de 1762. En el seminario, se sintió llamado a la vida religiosa pero no fue aceptado en la Orden de los Capuchinos y los Vincentianos. Dotado de una gran oratoria, fue enviado a Roma para realizar los estudios teológicos en Viterbo con profesores de los Dominicos. Siendo todavía estudiante, fue designado como uno de los prefectos del seminario de Montefiascone y posteriormente rector del seminario de Bagnorea.

## Sacerdote pasionista
Antes de su ordenación como sacerdote, Vicente se retiró al monasterio de Vetralla. Cuando el monasterio se incorporó a la Congregación de los Pasionistas, Vicente conoció al fundador de la misma, San Pablo de la Cruz. Impresionado por la devoción de la orden, pidió a Pablo ser admitido pero este se lo negó.
Vicente fue ordenado en diciembre de 1767 y volvió a Roma para seguir capacitándose, destacándose en el estudio de la obra de Santo Tomás de Aquino. Todavía sentía la llamada de la Congregación de los Pasionistas y con el objeto de ser admitido realizó muchos viajes para ver a Pablo. En septiembre de 1768, Pablo, después de mucha insistencia, finalmente accedió y Vicente se convirtió en novicio, tomando el nombre de Vicente María de San Pablo. Ejerciendo el oficio dentro de la orden en los siguientes años, Vicente continuó sus estudios, especialmente los referidos a los Padres de la Iglesia.
En 1773, Vicente fue obsequiado con el título de profesor de teología en la casa de los Pasionistas de Roma, y estuvo presente en la muerte de San Pablo de la Cruz. Posteriormente, fue delegado para numerosas misiones importantes de la Congregación, sirviendo como rector de la casa romana y provincial. En 1784, fue relevado de sus deberes para escribir la biografía de Pablo de la Cruz, la cual fue publicada en Londres, con el prefacio escrito por Domingo Barberi. La invasión de los Estados Pontificios por Napoleón y los decretos anticlericales que le siguieron, forzaron a Vicente a abandonar Roma en 1798, y en mayo de 1799 sería hecho prisionero por las fuerzas francesas, aunque volvería a Roma un año más tarde.

## Obispado
Después de la muerte del papa Pío VI, Vicente fue nominado para el papado por su amigo el Cardenal Antonelli e, incluso, recibió un gran número de votos. En julio de 1801, Vicente fue nombrado "Obispo de Macerata y Tolentino", convirtiéndose en el primer obispo proveniente de la Orden de los Pasionistas, lo que lo obligó a dejar el monasterio pasionista. A pesar de su condición de obispo, continuó con la austeridad de la vida pasionista y llevando el hábito en privado. Como obispo, Vicente fue sensible a la pobreza y la asumió como estilo de vida. También tuvo especial cuidado por la educación de los sacerdotes de su diócesis, dando clases en los seminarios de su obispado. Sus obras de caridad incluyeron la construcción de orfanatos y casas de caridad.
En 1809, Napoleón decretó la anexión de Macerata como parte del Imperio francés. A pesar de que, según la orden francesa, este decreto debía leerse en todas las iglesias, Strambi se negó. En una acción similar, también se negó a ceder a los franceses un listado de todos los hombres de su diócesis que estuvieran en condiciones de hacer el servicio militar. En septiembre de 1810, se decretó el arresto del religioso por obstrucción a los invasores franceses, por lo que Vicente tuvo que huir a Mantua.
Vicente volvería a su diócesis cuatro años después, en 1814. El papa Pío VII visitó a Vicente y le hizo saber, que los invasores franceses habían provocado mucho daño, no solo con la destrucción de iglesias, sino también con la inserción de la amoralidad. Vicente trabajó para volver a llamar al orden a su población.
En 1817 los franceses volvieron a Macerata para establecer su cuartel general, con el objetivo de atacar a los austríacos. Strambi acogió a los temerosos feligreses en su capilla privada para orar. Los franceses fueron derrotados, aunque la población sufrió la brutalidad de estos durante su retirada. Vicente se encontró con el líder del ejército francés para impedir que entraran en la ciudad y Murat accedió a su pedido.
Estando Vicente cerca de los 80 años (1823), el papa León XII le dio el permiso para su retiro, durante el cual tomó como residencia el Palacio Quirinal. Fue en ese momento cuando Strambi consiguió reconvertir al catolicismo a la hermana de Napoleón, Paulina Bonaparte. Cuando el papa enfermó, Vicente rezó para que Dios se lo llevara a él, en lugar del papa. Su Santidad recuperó la salud, mientras que Strambi moriría días después de haber cumplido 79 años (1 de enero de 1824).

## Canonización
Vicente fue beatificado por el papa Pío XI en 1925 y canonizado por el papa Pío XII en 1950. En noviembre de 1957, sus reliquias fueron trasladadas de la iglesia de los Santos Juan y Pablo a la Iglesia de San Felipe de Macerata.
| Predecesor: Alessandro Alessandretti 1796 - 1800 | Obispo de Macerata-Tolentino 1801 - 1823 | Sucesor: Francesco Ansaldo Teloni 1824 - 1846 |